# Eupithecia dohertyi
Euphitecia dohertyi es una especie de polilla de la familia Geometridae. La especie fue descrita por primera vez por Louis Beethoven Prout habiendo sido descrita en 1935, con distribución amplia en África. El holotipo de la especie fue descrita en Kikuyu (Kenia). Varios paratipos han sido descrito en el sector Onyanga del Monte Camerún.

## Descripción
Es una polilla mediana con una envergadura de 27 milímetros (1,1 plg). Tiene gran parecido con otra especie del África Central, Eupithecia thomasina, del que se distingue por su morfología genital. En el ala anterior, la irritación gris pálida se reemplaza por un marrón grisáceo y la fascia postmedial es negra, muy marcada desde la costa hasta la vena M2.: Notas 1  El ala posterior es del mismo color gris uniformemente.